# Kryštof III. z Lichtenštejna
Kryštof III. z Lichtenštejna-Mikulova (německy Christoph III von Liechtenstein-Nikolsburg, † 1506) byl rakouský šlechtic z rodu Lichtenštejnů. Byl majitelem několika panství na pomezí jižní Moravy a Dolních Rakous (Mikulov, Břeclav, Hohenau). V letech 1487–1501 zastával úřad zemského maršálka v Dolních Rakousích.

## Život

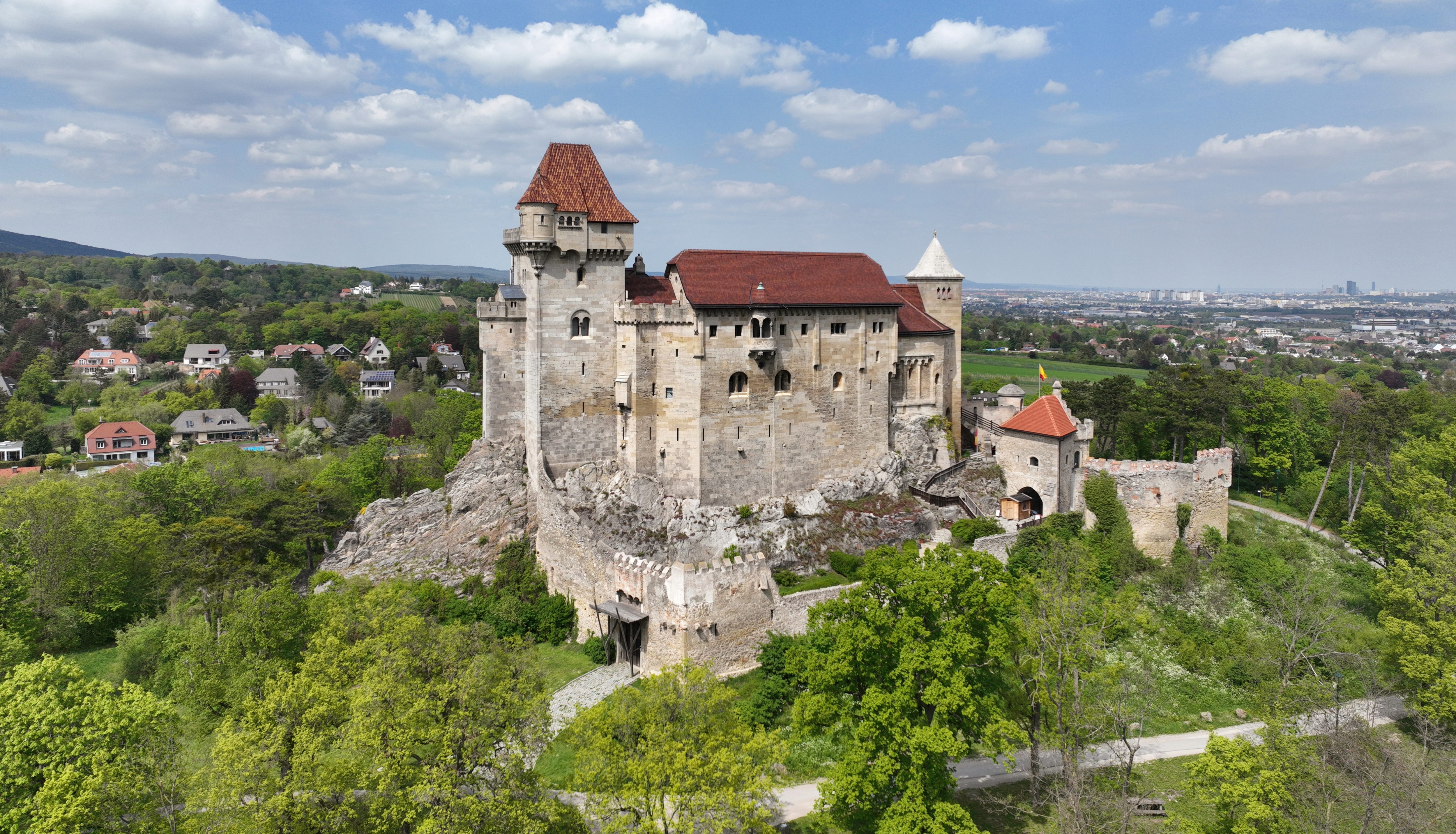
Hrad Liechtenstein v Dolních Rakousích

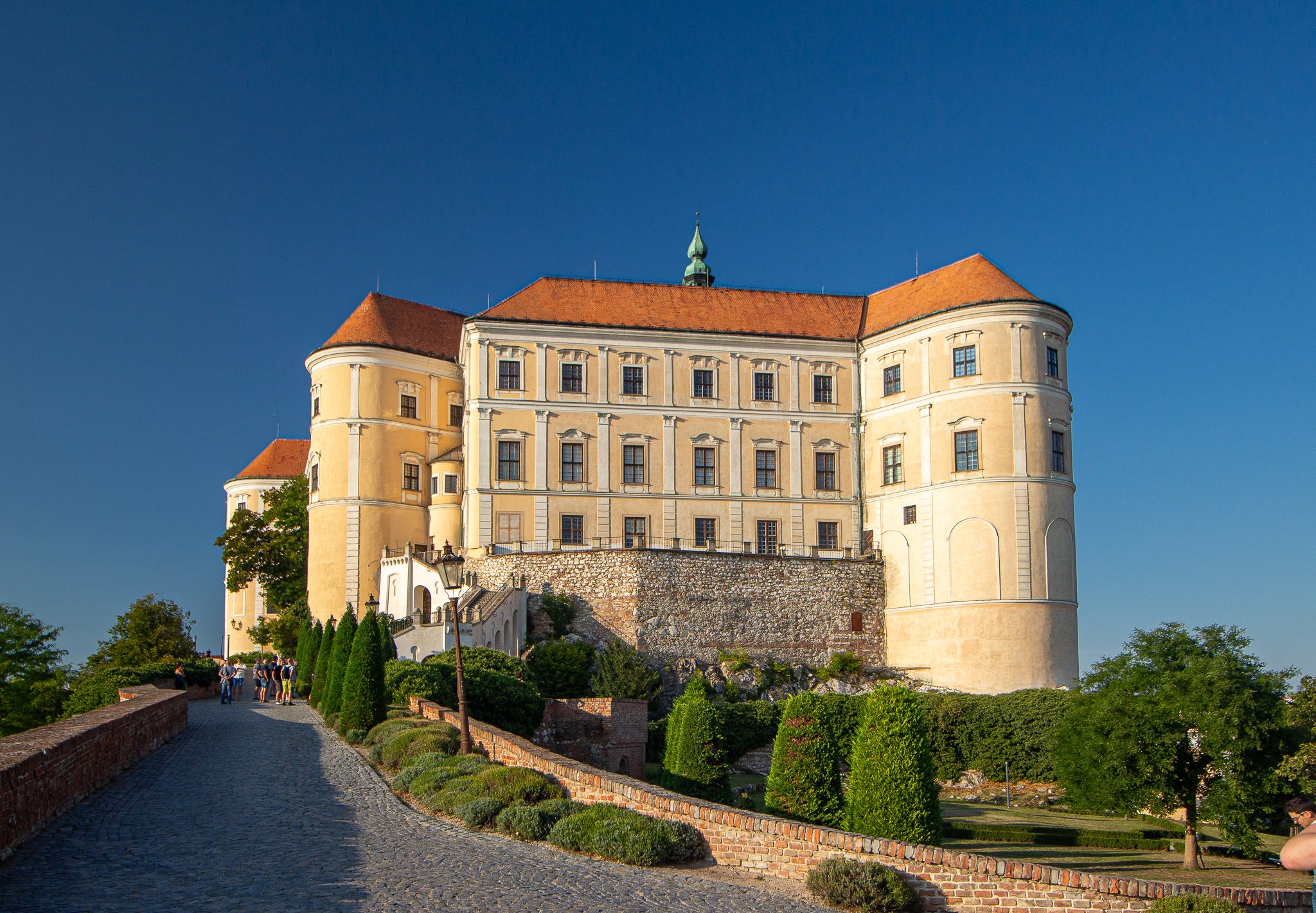
Mikulovský zámek na jižní Moravě

Narodil se jako druhý syn Jiřího IV. z Lichtenštejna († 1444) a jeho manželky Hedviky z Pottendorffu († 1449/1457), dcery dolnorakouského zemského maršálka Jörga z Pottendorffu.
Kryštof měl tři bratry: 
- Jan (Hanuš) († 1473), který se nechvalně proslavil jako krutý manžel Perchty z Rožmberka, později známé jako Bílá paní.
- Jiří V. († 1484)
- Jindřich VII. († 1483), od 16. listopadu 1473 ženatého s Agnes ze Starhembergu († 1501), dcerou Jana IV. ze Starhembergu (1412–1474) a Anežky Alžběty z Hohenbergu (1416–1494).

Po smrti svých starších bratrů se Kryštof III. stal hlavou rodu a v roce 1485 získal potvrzení lenního vlastnictví panství Mikulov, Břeclav, Sirotčí hrádek, Děvičky a Podivín od uherského krále Matyáše Korvína, který tehdy ovládal větší část Moravy a Dolních Rakous. Kryštof III. sice dlouhodobě podporoval Matyáše Korvína, ale díky majetkovým zájmům vyjadřoval i sympatie k českému králi Vladislavu Jagellonskému. Zájem o jeho služby projevil i římský císař Fridrich III. Habsburský, který zároveň vládl v rakouských vévodstvích. V roce 1487 byl Kryštof III. císařem Fridrichem III. jmenován do funkce zemského maršálka v Dolních Rakousích a setrval v ní čtrnáct let (1487–1501). I když jeho politické postoje nebyly úplně jednoznačné, udržoval si podporu všech tří znepřátelených stran. Dokládá to mimo jiné obnovený statut městečka pro Dolní Věstonice udělený v roce 1490 Matyášem Korvínem. Obnovení městských práv dosáhl také v Drnholci. V Rakousku byl Kryštof III. majitelem panství Hohenau a Ulrichskirchen. 
Kryštof III. byl posledním samostatným majitelem panství Mikulov, po jeho úmrtí zdědili majetek dva synové a po hospodářském úpadku této linie nakonec došlo k prodeji Mikulova (1560). Současná linie Lichtenštejnských knížat pochází od jeho staršího bratra Jiřího V.

### Manželství a rodina
Oženil se 16. listopadu 1473 s Amálií, rozenou Starhembergovou. Jednalo se o dvojitou svatbu, protože Kryštofův starší bratr Jindřich VII. uzavřel téhož dne sňatek s Amáliinou sestrou Agnes Starhembergovou. 
- Wolfgang I. z Lichtenštejna (1473–1520), ženatý od roku 1498 s Jenovéfou z Schaunbergu († 1519); měli 4 děti
- Linhart (1482–1534), stal se luteránem, oženil se s Kateřinou Černohoroskou z Boskovic; měli 2 syny

- Regina († 14. ledna 1496), provdaná za císařského radu Martina II. (Michaela) z Polheimu († 2. června 1498), syna Reinprechta III. z Polheimu († 1466) a Alžběty ze Starhembergu († 1482)